# (21629) Siperstein
Siperstein (asteroide n.º 21629) es un asteroide de la cinturón principal que posee una excentricidad de 0,03123770 y una inclinación de 1,20529º.
Este asteroide fue descubierto el día 13 de julio de 1999 por el LINEAR en Socorro.